# 寇克·华伦
寇克·华伦（1958年7月11日—），美国轻柔爵士萨克斯演奏家和作曲家。他和惠特尼·休斯顿一起巡回演出超过7年，并在她的单曲《我将永远爱你》中独奏，音乐史上女性艺术家最畅销的单曲。他录制了一系列的受好评的独奏专辑和电影配乐，从流行音乐到R&B，再到轻柔爵士乐。寇克的音乐成就了他多达12项的格莱美奖提名。
寇克在2011年赢得了他的第一个格莱美奖最佳福音歌曲——《这就是我》（英文：Best Gospel Song），由Lalah哈撒韦和杰瑞·彼得斯主演，杰瑞是一位有才华的作家，也是华伦一生的朋友。

## 传记

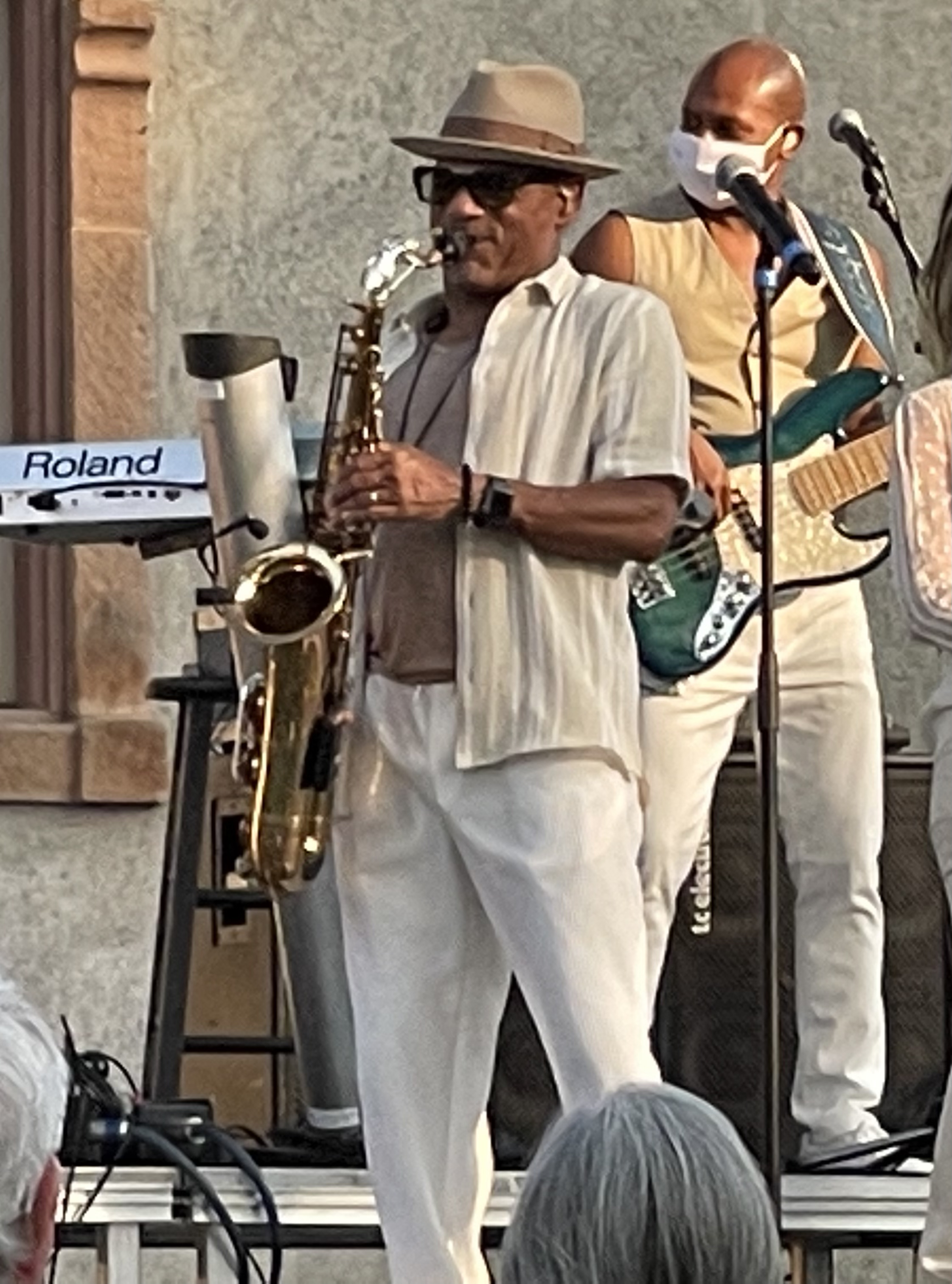
寇克·华伦于 2021 年 8 月在加利福尼亚州圣海伦娜表演。

寇克·华伦出生于田纳西州的孟菲斯。曾在梅尔罗斯高中和德州南方大学学习，他是世界著名的Ocean of Soul军乐队的成员。除了在父亲的教堂唱诗班唱歌，华伦还从祖母和两个叔叔那里学会了热爱音乐，他的祖母Thelma Twigg Whalum是一个钢琴老师，两个叔叔Wendell Whalum和Hugh "Peanuts" Whalum随爵士乐队在全国各地表演。这些影响是持久的，因为在1994年的资料中他告诉Ebony Man杂志的约翰·H·约翰逊（John H. Johnson），“我喜欢玩和写的音乐包括种：孟菲斯蓝调音乐、福音、摇滚、爵士乐。不过，重点是旋律。” 
1986年，华伦曾在Jean Michel Jarre的Rendez-Vous Houston 和Rendez-Vous Lyon音乐会表演。在每次音乐会中，他都会演奏"Last Rendez-Vous"，也被称为"Ron's Piece"，来纪念Jarre和华伦共同的朋友：罗恩·麦克奈尔（Ron McNair），罗恩是萨克斯管吹奏者，同时也是宇航员，在“挑战者”号上遇难了。华伦还参与许多电影配乐，包括The Prince of Tides，Boyz n the Hood，The Bodyguard，Grand Canyon，和Cousins (电影)。
2005年华伦录制了R&B教父Babyface过去15年里最优秀的作品集《娃娃脸歌集》（Babyface Songbook 2005），包括"Exhale (Shoop Shoop)"， "I'll Make Love to You"， "When Can I See You"等等。共同参与这次私下的现代风格录制的还有一些其他轻柔爵士乐名人，包括小号手里克·布劳恩（Rick Braun），高音萨克斯风演奏者戴夫·考兹（Dave Koz），和吉他手诺曼·布朗（Norman Brown）和查克·罗卜（Chuck Loeb）等等。华伦也参与了2008年的纪录片Miss HIV。
2014年6月20日，在田纳西州纳什维尔，华伦获得了首个非裔美国人音乐国家博物馆的爵士乐传奇奖。

## 作品目录
- 软盘(Floppy Disk，1985)
- 你知道(And You Know That，1988)
- 承诺(The Promise，1989)
- “疯狂的狼”，来自简单的疯狂的老鼠（Simply Mad About the Mouse）(Mad About the Wolf，1991)
- Caché(1993)
- 此生(In This Life ，1995)
- Joined at the Hip w/ Bob James(1996)
- 颜色(Colors，1997)
- 根据爵士：福音第1章(Gospel According to Jazz: Chapter 1，1998)
- 为了你(For You，1998)
- 无条件的(Unconditional，2000)
- 在花园里赞美诗(Hymns in the Garden，2001)
- 圣诞节的消息(The Christmas Message，2001)
- 最好的寇克·华伦(The Best of Kirk Whalum，2002)
- 根据爵士:福音第二章(Gospel According to Jazz: Chapter 2，2002)
- 进入我的灵魂(Into My Soul，2003)
- 寇克·华伦演奏娃娃脸歌谣集(Kirk Whalum Performs the Babyface Songbook，2005)
- 终极寇克·华伦(Ultimate Kirk Whalum，2007)
- 往返旅行(Roundtrip，2007)
- 承诺:千禧承诺Jazz项目(Promises Made: The Millennium Promise Jazz Project，2008)
- 一切一切：唐尼海瑟薇的音乐(Everything Is Everything: The Music of Donny Hathaway，2010)
- 根据爵士福音第三章(Gospel According to Jazz: Chapter 3，2010)
- 罗曼语(Romance Language，2011)
- 福音根据爵士第四章(Gospel According to Jazz: Chapter 4，2014)